# Stazione di Arechi
Stazione di Arechi vasútállomás Olaszországban, Salerno településen.

## Vasútvonalak
Az állomást az alábbi vasútvonalak érintik:
- Salernói városi vasút

## Kapcsolódó állomások
A vasútállomáshoz az alábbi állomások vannak a legközelebb:
- Stazione di Arbostella